# Coulonvillers
Coulonvillers är en kommun i departementet Somme i regionen Hauts-de-France i norra Frankrike. Kommunen ligger i kantonen Ailly-le-Haut-Clocher som tillhör arrondissementet Abbeville. År 2022 hade Coulonvillers 207 invånare.

## Befolkningsutveckling
Antalet invånare i kommunen Coulonvillers
| Referens: INSEE |